# Zhengfang, Fujian
Zhengfang (kinesiska: 郑坊) är en köping i sydöstra Kina. Den ligger i Shunchang härad i staden Nanping i provinsen Fujian, omkring 170 kilometer nordväst om provinshuvudstaden Fuzhou. Antalet invånare är 7 239. Befolkningen består av 3 433 kvinnor och 3 806 män. Barn under 15 år utgör 19,0 %, vuxna 15-64 år 67 %, och äldre över 65 år 13,0 %.